# Associazione Calcio Sambonifacese 2008-2009
Questa pagina raccoglie i dati riguardanti l'Associazione Calcio Sambonifacese nelle competizioni ufficiali della stagione 2008-2009.

## Divise e sponsor
Lo sponsor ufficiale per la stagione 2008-2009 è Datacol.
| Casa | Trasferta |

## Rosa
Aggiornata al 5 febbraio 2010.
| N. |                   | Ruolo | Calciatore        |
| -- | ----------------- | ----- | ----------------- |
|    | Italia (bandiera) | P     | Luca Milan        |
|    | Italia (bandiera) | P     | Alex Valentini    |
|    | Italia (bandiera) | D     | Luca Beghin       |
|    | Italia (bandiera) | D     | Simone Dal Degan  |
|    | Italia (bandiera) | D     | Stefano Fattori   |
|    | Italia (bandiera) | D     | Leandro Parrella  |
|    | Italia (bandiera) | D     | Nicola Pimazzoni  |
|    | Italia (bandiera) | D     | Paolo Sarzi       |
|    | Italia (bandiera) | C     | Maycol Andriani   |
|    | Italia (bandiera) | C     | Fabrizio Avanzini |
|    | Italia (bandiera) | C     | Alberto Creati    |
|    | Italia (bandiera) | C     | Samuele Bellomi   |
|    | Italia (bandiera) | C     | Andrea Doardo     |

| N. |                    | Ruolo | Calciatore               |
| -- | ------------------ | ----- | ------------------------ |
|    | Brasile (bandiera) | C     | Fabio Lima Da Silva      |
|    | Italia (bandiera)  | C     | Davide Micheloni         |
|    | Italia (bandiera)  | C     | Giacomo Pettarin         |
|    | Italia (bandiera)  | C     | Alessandro Pontarollo    |
|    | Italia (bandiera)  | C     | Gaetano Porcino          |
|    | Italia (bandiera)  | C     | Claudio Sarzi            |
|    | Italia (bandiera)  | A     | Cristian Altinier        |
|    | Italia (bandiera)  | A     | Gianluca Correzzola      |
|    | Brasile (bandiera) | A     | Oliveira Gonçalves Dimas |
|    | Italia (bandiera)  | A     | Maurizio Fantin          |
|    | Italia (bandiera)  | A     | Alberto Giusti           |
|    | Italia (bandiera)  | A     | Marco Petresini          |

## Risultati

### Lega Pro Seconda Divisione

#### Girone di andata
| 31 agosto 2008 1ª giornata | Olbia | 0 – 1 | Sambonifacese |  |

| 7 settembre 2008 2ª giornata | Sambonifacese | 2 – 1 | Montichiari |  |

| 14 settembre 2008 3ª giornata | Carpenedolo | 2 – 3 | Sambonifacese |  |

| 21 settembre 2008 4ª giornata | Sambonifacese | 2 – 1 | Pizzighettone |  |

| 28 settembre 2008 5ª giornata | Valenzana | 0 – 0 | Sambonifacese |  |

| 5 ottobre 2008 6ª giornata | Sambonifacese | 3 – 1 | Canavese |  |

| 12 ottobre 2008 7ª giornata | Südtirol | 1 – 0 | Sambonifacese |  |

| 19 ottobre 2008 8ª giornata | Sambonifacese | 1 – 1 | Alessandria |  |

| 26 ottobre 2008 9ª giornata | Pro Vercelli | 2 – 0 | Sambonifacese |  |

| 2 novembre 2008 10ª giornata | Sambonifacese | 1 – 2 | Como |  |

| 9 novembre 2008 11ª giornata | Varese | 3 – 0 | Sambonifacese |  |

| 16 novembre 2008 12ª giornata | Sambonifacese | 2 – 0 | Ivrea |  |

| 23 novembre 2008 13ª giornata | Alghero | 1 – 1 | Sambonifacese |  |

| 30 novembre 2008 14ª giornata | Mezzocorona | 1 – 3 | Sambonifacese |  |

| 7 dicembre 2008 15ª giornata | Sambonifacese | 0 – 0 | Rodengo Saiano |  |

| 14 dicembre 2008 16ª giornata | Itala San Marco | 1 – 1 | Sambonifacese |  |

| 21 dicembre 2008 17ª giornata | Sambonifacese | 1 – 0 | Pavia |  |

#### Girone di ritorno
| 11 gennaio 2009 18ª giornata | Sambonifacese | 0 – 3 | Olbia |  |

| 18 gennaio 2009 19ª giornata | Montichiari | 3 – 1 | Sambonifacese |  |

| 25 gennaio 2009 20ª giornata | Sambonifacese | 2 – 2 | Carpenedolo |  |

| 1º febbraio 2009 21ª giornata | Pizzighettone | 0 – 1 | Sambonifacese |  |

| 15 febbraio 2009 22ª giornata | Sambonifacese | 3 – 0 | Valenzana |  |

| 22 febbraio 2009 23ª giornata | Canavese | 0 – 2 | Sambonifacese |  |

| 1º marzo 2009 24ª giornata | Sambonifacese | 1 – 0 | Südtirol |  |

| 8 marzo 2009 25ª giornata | Alessandria | 1 – 1 | Sambonifacese |  |

| 15 marzo 2009 26ª giornata | Sambonifacese | 2 – 2 | Pro Vercelli |  |

| 29 marzo 2009 27ª giornata | Como | 2 – 2 | Sambonifacese |  |

| 5 aprile 2009 28ª giornata | Sambonifacese | 0 – 0 | Varese |  |

| 11 aprile 2009 29ª giornata | Ivrea | 1 – 1 | Sambonifacese |  |

| 19 aprile 2009 30ª giornata | Sambonifacese | 1 – 2 | Alghero |  |

| 26 aprile 2009 31ª giornata | Sambonifacese | 2 – 1 | Mezzocorona |  |

| 3 maggio 2009 32ª giornata | Rodengo Saiano | 1 – 0 | Sambonifacese |  |

| 10 maggio 2009 33ª giornata | Sambonifacese | 3 – 1 | Itala San Marco |  |

| 17 maggio 2009 34ª giornata | Pavia | 2 – 1 | Sambonifacese |  |

### Coppa Italia Lega Pro

#### Fase a gironi
| 17 agosto 2008 1ª giornata |  | – Riposo |  |  |

| 20 agosto 2008 2ª giornata | Verona | 1 – 1 | Sambonifacese |  |

| 24 agosto 2008 3ª giornata | Sambonifacese | 1 – 0 | Montecchio |  |

| 27 agosto 2008 4ª giornata | Rodengo Saiano | 0 – 2 | Sambonifacese |  |

| 3 settembre 2008 5ª giornata | Sambonifacese | 1 – 2 | Südtirol |  |